# Magnapull
Magnapull är en startanordning som är vanlig på båtmotorer, gräsklippare, motorsågar och snöskotrar. Funktionen är att man med ett snöre, lindat kring svänghjulet eller kring en rulle vid sidan av svänghjulet som med ett mindre kugghjul driver svänghjulet, vrider runt motorn så att den startar.